# Міловський заказник
Міловський — ботанічний заказник місцевого значення. Об'єкт розташований на території Вільхуватської сільської громади Куп'янського району Харківської області, околиці села Мілове.
Був зарезервований для заповідання рішенням Харківської обласної ради від 20.11.1997 р. з метою збереження степових схилів яружно-балкової системи з виходами крейди, цілинною рослинністю та рідкісними видами рослин, занесеними до Червоної книги України.
Площа — 38,7 га, статус отриманий у 2002 році.